# 后埠子村
后埠子村，是中华人民共和国山东省东平县老湖镇下辖的一个行政村。该村位于老湖镇中部:151，有618户家庭，共2600人。永乐年间，埠子坡村始建，后来埠子村分为前埠子、后埠子两个村。后埠子村的原址位于今东平湖境内，村西有须昌城、清水石桥等文物。1958年，东平湖蓄洪，后埠子村向东迁到地势较高地带，即为今址，并沿用了原来的村名。:156